# Uppsalaromantikerna
Uppsalaromantikerna är ett vagt begrepp, men i regel brukar man avse en grupp intellektuellt inflytelserika personer i Uppsala omkring 1810–1850, samtliga födda i slutet av 1700-talet. Till dessa hör bland andra Erik Gustaf Geijer, Per Daniel Amadeus Atterbom, Adolf Törneros, C J Boström och Israel Hwasser.
Under inflytande av den franska revolutionen hade andan hos studenter och yngre lärare på Uppsala universitet varit radikal men efter 1809 års omvälvningar blev den mera idealistisk, nationalistisk och rojalistisk. Det är betecknande att studentsången gör sin entré under dessa år.
Tidskriften Svea utgavs som organ för Uppsalaromantikerna mellan 1812 och 1832.